# Список світових рекордів з плавання
У цій статті подано список світових рекордів з плавання на довгій (50 м) короткій воді (25 м). Ці рекорди реєструє/визнає Міжнародна федерація плавання (ФІНА), яка наглядає за міжнародними змаганнями з водних видів спорту.
Хронології світових рекордів:
- Вільний стиль: 50 м, 100 м, 200 м, 400 м, 800 м, 1500 м
- На спині: 50 м, 100 м, 200 м
- Брас: 50 м, 100 м, 200 м
- Батерфляй: 50 м, 100 м, 200 м
- Комплексне плавання: 100 м (тільки на короткій воді), 200 м, 400 м
- Естафети: 4×50 м вільним стилем (тільки на короткій воді), 4×100 м вільним стилем, 4×200 м вільним стилем, 4×50 м кмплексним плаванням (тільки на короткій воді), 4×100 м комплексним плаванням

Актуально станом на 21 березня 2024 року.

## Довга вода (50-метровий басейн)

### Чоловіки
| Дисципліна                      | Час      |    | Ім'я                                                                                              | Країна          | Дата           | Змагання           | Місце                   | Пос.                    |
| ------------------------------- | -------- | -- | ------------------------------------------------------------------------------------------------- | --------------- | -------------- | ------------------ | ----------------------- | ----------------------- |
| 50 м вільним стилем             | 20.91    | ss | Сезар Сьєло Фільйо                                                                                | Бразилія        | 18 грудня 2009 | Чемпіонат Бразилії | Сан-Паулу, Бразилія     | [ 1 ] [ 2 ] [ 3 ] [ 4 ] |
| 100 м вільним стилем            | 46.40    |    | Пань Чжаньле                                                                                      | Китай           | 31 липня 2024  | Олімпійські ігри   | Париж, Франція          | [ 5 ] [ 6 ]             |
| 200 м вільним стилем            | 1:42.00  | ss | Пауль Бідерманн                                                                                   | Німеччина       | 28 липня 2009  | Чемпіонат світу    | Рим, Італія             | [ 7 ] [ 8 ] [ 9 ]       |
| 400 м вільним стилем            | 3:40.07  | ss | Пауль Бідерманн                                                                                   | Німеччина       | 26 липня 2009  | Чемпіонат світу    | Рим, Італія             | [ 10 ] [ 11 ] [ 12 ]    |
| 800 м вільним стилем            | 7:32.12  | ss | Чжан Лінь                                                                                         | Китай           | 29 липня 2009  | Чемпіонат світу    | Рим, Італія             | [ 13 ] [ 14 ]           |
| 1500 м вільним стилем           | 14:30.67 |    | Роберт Фінк                                                                                       | США             | 4 серпня 2024  | Олімпійські ігри   | Париж, Франція          |                         |
| 50 м на спині                   | 23.55    | пф | Климент Колесніков                                                                                | RUS             | 27 липня 2023  | Кубок Росії        | Казань, Росія           | [ 16 ]                  |
| 100 м на спині                  | 51.60    |    | Томас Чеккон                                                                                      | Італія          | 20 червня 2022 | Чемпіонат світу    | Будапешт, Угорщина      | [ 18 ] [ 19 ]           |
| 200 м на спині                  | 1:51.92  | ss | Аарон Пірсол                                                                                      | США             | 31 липня 2009  | Чемпіонат світу    | Рим, Італія             | [ 20 ] [ 21 ] [ 22 ]    |
| 50 м Брасом                     | 25.95    | пф | Адам Піті                                                                                         | Велика Британія | 25 липня 2017  | Чемпіонат світу    | Будапешт, Угорщина      | [ 23 ] [ 24 ]           |
| 100 м Брасом                    | 56.88    | пф | Адам Піті                                                                                         | Велика Британія | 21 липня 2019  | Чемпіонат світу    | Кванджу, Південна Корея | [ 25 ] [ 26 ]           |
| 200 м Брасом                    | 2:05.48  |    | Цінь Хайян                                                                                        | Китай           | 28 липня 2023  | Чемпіонат світу    | Фукуока, Японія         | [ 27 ] [ 28 ]           |
| 50 м батерфляєм                 | 22.27    |    | Андрій Говоров                                                                                    | Україна         | 1 липня 2018   | Sette Colli Trophy | Рим, Італія             | [ 29 ] [ 30 ]           |
| 100 м батерфляєм                | 49.45    |    | Кайлеб Дрессел                                                                                    | США             | 31 липня 2021  | Олімпійські ігри   | Токіо, Японія           | [ 31 ] [ 32 ]           |
| 200 м батерфляєм                | 1:50.34  |    | Кріштоф Мілак                                                                                     | Угорщина        | 21 червня 2022 | Чемпіонат світу    | Будапешт, Угорщина      | [ 33 ] [ 34 ]           |
| 200 м комплексом                | 1:52.69  | пф | Леон Маршан                                                                                       | Франція         | 30 липня 2025  | Чемпіонат світу    | Сингапур, Сінгапур      | [ 35 ]                  |
| 400 м комплексом                | 4:02.50  |    | Леон Маршан                                                                                       | Франція         | 23 липня 2023  | Чемпіонат світу    | Фукуока, Японія         | [ 36 ] [ 37 ]           |
| Естафета 4×100 м вільним стилем | 3:08.24  | ss | - Майкл Фелпс (47.51) - Гаррет Вебер-Гейл (47.02) - Каллен Джонс (47.65) - Джейсон Лезак (46.06)  | США             | 11 серпня 2008 | Олімпійські ігри   | Пекін, Китай            | [ 38 ] [ 39 ] [ 40 ]    |
| Естафета 4×200 м вільним стилем | 6:58.55  | ss | - Майкл Фелпс (1:44.49) - Ріккі Беренс (1:44.13) - Девід Волтерс (1:45.47) - Раян Лохте (1:44.46) | США             | 31 липня 2009  | Чемпіонат світу    | Рим, Італія             | [ 41 ] [ 42 ]           |
| Естафета 4 × 100 м комплексом   | 3:26.78  |    | - Раян Мерфі (52.31) - Майкл Ендрю (58.49) - Кайлеб Дрессел (49.03) - Зак Еппл (46.95)            | США             | 1 серпня 2021  | Олімпійські ігри   | Токіо, Японія           | [ 43 ]                  |

ss – supersuited/non-textile world record[прояснити]

### Жінки
| Дисципліна                      | Час      |    | Ім'я | Країна    | Дата            | Змагання                               | Місце                                   | Пос.                 |
| ------------------------------- | -------- | -- | --- | --------- | --------------- | -------------------------------------- | --------------------------------------- | -------------------- |
| 50 м вільним стилем             | 23.61    | пф | Сара Шестрем                                                                                               | Швеція    | 29 липня 2023   | Чемпіонат світу                        | Фукуока, Японія                         | [ 44 ] [ 45 ]        |
| 100 м вільним стилем            | 51.71    | е  | Сара Шестрем                                                                                               | Швеція    | 23 липня 2017   | Чемпіонат світу                        | Будапешт, Угорщина                      | [ 46 ] [ 47 ]        |
| 200 м вільним стилем            | 1:52.23  |    | Аріарн Тітмус                                                                                              | Австралія | 12 червня 2024  | Австралійські олімпійські випробування | Брісбен, Австралія                      | [ 48 ]               |
| 400 м вільним стилем            | 3:54.18  |    | Саммер Макінтош                                                                                            | Канада    | 7 червня 2025   | Канадські випробування                 | Вікторія (Британська Колумбія), Канада  |                      |
| 800 м вільним стилем            | 8:04.12  |    | Кейті Ледекі                                                                                               | США       | 3 травня 2025   | TYR Pro Swim Series                    | Форт-Лодердейл, Сполучені Штати Америки |                      |
| 1500 м вільним стилем           | 15:20.48 |    | Кейті Ледекі                                                                                               | США       | 16 травня 2018  | TYR Pro Swim Series                    | Індіанаполіс, Сполучені Штати Америки   | [ 51 ] [ 52 ]        |
| 50 м на спині                   | 26.86    |    | Кейлі Маккіон                                                                                              | Австралія | 20 жовтня 2023  | Кубок світу                            | Будапешт, Угорщина                      | [ 53 ]               |
| 100 м на спині                  | 57.13    |    | Реган Сміт                                                                                                 | США       | 18 червня 2024  | Олімпійські випробування США           | Індіанаполіс, Сполучені Штати Америки   |                      |
| 200 м на спині                  | 2:03.14  |    | Кейлі Маккіон                                                                                              | Австралія | 10 березня 2023 | Чемпіонат НПУ                          | Сідней, Австралія                       |                      |
| 50 м Брасом                     | 29.16    |    | Рута Мейлутіте                                                                                             | Литва     | 30 липня 2023   | Чемпіонат світу                        | Фукуока, Японія                         | [ 56 ] [ 57 ]        |
| 100 м Брасом                    | 1:04.13  |    | Ліллі Кінг                                                                                                 | США       | 25 липня 2017   | Чемпіонат світу                        | Будапешт, Угорщина                      | [ 58 ] [ 59 ]        |
| 200 м Брасом                    | 2:17.55  |    | Євгенія Чикунова                                                                                           | Росія     | 21 квітня 2023  | Чемпіонат Росії                        | Казань, Росія                           | [ 60 ] [ 61 ] [ 62 ] |
| 50 м батерфляєм                 | 24.43    |    | Сара Шестрем                                                                                               | Швеція    | 5 липня 2014    | Чемпіонат Швеції                       | Бурос, Швеція                           | [ 63 ] [ 64 ]        |
| 100 м батерфляєм                | 54.60    |    | Гретхен Волш                                                                                               | США       | 3 травня 2025   | TYR Pro Swim Series                    | Форт-Лодердейл, Сполучені Штати Америки |                      |
| 200 м батерфляєм                | 2:01.81  | ss | Лю Цзиге                                                                                                   | КНР       | 21 жовтня 2009  | Chinese National Games                 | Цзінань, Китай                          | [ 66 ] [ 67 ]        |
| 200 м комплексом                | 2:05.70  |    | Саммер Макінтош                                                                                            | Канада    | 9 червня 2025   | Канадські випробування                 | Вікторія (Британська Колумбія), Канада  |                      |
| 400 м комплексом                | 4:23.65  |    | Саммер Макінтош                                                                                            | Канада    | 11 червня 2025  | Канадські випробування                 | Вікторія (Британська Колумбія), Канада  |                      |
| Естафета 4×100 м вільним стилем | 3:27.96  |    | - Моллі О'Каллаган (52.08) - Шейна Джек (51.69) - Меґ Гарріс (52.29) - Емма Маккеон (51.90)                | Австралія | 23 липня 2023   | Чемпіонат світу                        | Фукуока, Японія                         | [ 70 ]               |
| Естафета 4×200 м вільним стилем | 7:37.50  |    | - Моллі О'Каллаган (1:53.66) - Шейна Джек (1:55.63) - Бріанна Тросселл (1:55.80) - Аріарн Тітмус (1:52.41) | Австралія | 27 липня 2023   | Чемпіонат світу                        | Фукуока, Японія                         | [ 71 ] [ 72 ]        |
| Естафета 4×100 м комплексом     | 3:49.34  |    | - Реган Сміт (57.57) - Кейт Дуглас (1:04.27) - Гретхен Волш (54,98) - Торрі Гаск (52,52)                   | США       | 3 серпня 2025   | Чемпіонат світу                        | Сінгапур, Сінгапур                      |                      |

ss – supersuited/non-textile world record[прояснити]

### Змішані естафети
| Дисципліна                      | Час     |  | Ім'я                                                                                     | Країна | Дата          | Змагання         | Місце              | Пос. |
| ------------------------------- | ------- |  | ---------------------------------------------------------------------------------------- | ------ | ------------- | ---------------- | ------------------ | ---- |
| Естафета 4×100 м вільним стилем | 3:18.48 |  | - Джек Алексі (46.91) - Патрік Семмон (46.70) - Кейт Дуглас (52.43) - Торрі Гаск (52.44) | США    | 2 серпня 2025 | Чемпіонат світу  | Сінгапур, Сінгапур |      |
| Естафета 4×100 м комплексом     | 3:37.43 |  | - Раян Мерфі (52,08) - Нік Фінк (58,29) - Гретхен Волш (55,18) - Торрі Гаск (51,88)      | США    | 3 серпня 2024 | Олімпійські ігри | Париж, Франція     |      |

## Коротка вода (25-метровий басейн)

### Чоловіки
| Дисципліна                      | Час      |       | Ім'я                                                                                                   | Країна            | Дата              | Змагання                 | Місце                                | Пос.            |
| ------------------------------- | -------- | ----- | --- | ----------------- | ----------------- | ------------------------ | ------------------------------------ | --------------- |
| 50 м вільним стилем             | 19.90    | пф    | Джордан Крукс                                                                                          | Кайманові острови | 14 грудня 2024    | Чемпіонат світу          | Будапешт, Угорщина                   | [ 76 ] [ 77 ]   |
| 100 м вільним стилем            | 44.84    |       | Кайл Чалмерс                                                                                           | Австралія         | 29 жовтня 2021    | Кубок світу              | Казань, Росія                        | [ 78 ] [ 79 ]   |
| 200 м вільним стилем            | 1:38.61  |       | Люк Хобсон                                                                                             | США               | 15 грудня 2024    | Чемпіонат світу          | Будапешт, Угорщина                   |                 |
| 400 м вільним стилем            | 3:32.25  |       | Яннік Аньєль                                                                                           | Франція           | 15 листопада 2012 | Чемпіонат Франції        | Анже, Франція                        | [ 81 ] [ 82 ]   |
| 800 м вільним стилем            | 7:20.46  |       | Денієл Віффен                                                                                          | Ірландія          | 10 грудня 2023    | Чемпіонат Європи         | Отопень, Румунія                     | [ 83 ] [ 84 ]   |
| 1500 м вільним стилем           | 14:06.88 |       | Флоріан Веллброк                                                                                       | Німеччина         | 21 грудня 2021    | Чемпіонат світу          | Абу-Дабі, Об'єднані Арабські Емірати | [ 85 ]          |
| 50 м на спині                   | 22.11    |       | Климент Колесников                                                                                     | Росія             | 23 листопада 2022 | Solidarity Games         | Казань, Росія                        | [ 86 ] [ 87 ]   |
| 100 м на спині                  | 48.33    |       | Коулмен Стюарт                                                                                         | США               | 29 серпня 2021    | Міжнародна ліга плавання | Неаполь, Італія                      | [ 88 ]          |
| 200 м на спині                  | 1:45.63  |       | Мітч Ларкін                                                                                            | Австралія         | 27 листопада 2015 | Чемпіонат Австралії      | Сідней, Австралія                    | [ 89 ] [ 90 ]   |
| 50 м Брасом                     | 24.95    |       | Емре Сакчи                                                                                             | Туреччина         | 27 грудня 2021    | Чемпіонат Туреччини      | Газіантеп, Туреччина                 | [ 91 ]          |
| 100 м Брасом                    | 55.28    |       | Ілля Шиманович                                                                                         | Білорусь          | 26 листопада 2021 | Міжнародна ліга плавання | Ейндговен, Нідерланди                | [ 92 ]          |
| 200 м Брасом                    | 2:00.16  |       | Кирило Пригода                                                                                         | Росія             | 13 грудня 2018    | Чемпіонат світу          | Ханчжоу, Китай                       | [ 93 ] [ 94 ]   |
| 50 м батерфляєм                 | 21.32    |       | Ное Понті                                                                                              | Швейцарія         | 10 грудня 2024    | Чемпіонат світу          | Будапешт, Угорщина                   |                 |
| 100 м батерфляєм                | 47.71    |       | Ное Понті                                                                                              | Швейцарія         | 14 грудня 2024    | Чемпіонат світу          | Будапешт, Угорщина                   |                 |
| 200 м батерфляєм                | 1:46.85  |       | Томору Хонда                                                                                           | Японія            | 22 жовтня 2022    | Чемпіонат Японії         | Токіо, Японія                        | [ 97 ] [ 98 ]   |
| 100 м комплексом                | 49.28    |       | Кайлеб Дрессел                                                                                         | США               | 22 листопада 2020 | Міжнародна ліга плавання | Будапешт, Угорщина                   | [ 99 ] [ 100 ]  |
| 200 м комплексом                | 1:48,88  |       | Леон Маршан                                                                                            | FRA               | 1 листопада 2024  | Кубок світу              | Сінгапур, Сінгапур                   |                 |
| 400 м комплексом                | 3:54.81  |       | Дайя Сето                                                                                              | Японія            | 20 грудня 2019    | Міжнародна ліга плавання | Лас-Вегас, Сполучені Штати Америки   | [ 102 ] [ 103 ] |
| Естафета 4×50 м вільним стилем  | 1:21.80  |       | - Кайлеб Дрессел (20.43) - Раян Гелд (20.25) - Джек Конгер (20.59) - Майкл Чедвік (20.53)              | США               | 14 грудня 2018    | Чемпіонат світу          | Ханчжоу, Китай                       | [ 104 ]         |
| Естафета 4×50 м вільним стилем  | 1:20.77  | WB ss | - Ален Бернар (20.64) - Фаб'ян Жіло (20.33) - Аморі Лево (19.93) - Фредерік Буске (19.87)              | Франція           | 14 грудня 2008    | Чемпіонат Європи         | Рієка, Хорватія                      | [ 106 ]         |
| Естафета 4×100 м вільним стилем | 3:01.66  |       | - Джек Алексі (45,05) - Люк Хобсон (45.18) - Кіран Сміт (45.54) - Кріс Гільяно (45,42)                 | USA               | 10 грудня 2024    | Чемпіонат світу          | Будапешт, Угорщина                   |                 |
| Естафета 4×200 м вільним стилем | 6:40.51  |       | - Люк Хобсон (1:38.91) - Карсон Фостер (1:40.77) - Шейн Касас (1:40,34) - Кіаран Сміт (1:40,49)        | USA               | 13 грудня 2024    | Чемпіонат світу          | Будапешт, Угорщина                   |                 |
| Естафета 4×50 м комплексом      | 1:29.72  |       | - Лоренко Мора (22.65) - Ніколо Мартіненьї (24.95) - Маттео Ріволта (21.60) - Леонардо Деплано (20.52) | Італія            | 17 грудня 2022    | Чемпіонат світу          | Мельбурн, Австралія                  | [ 109 ]         |
| Естафета 4×100 м комплексом     | 3:18.68  |       | - Мирон Лифинцев (49,31) - Кирило Пригода (55,15) - Андрій Мінаков (48.80) - Єгор Корнєв (45.42)       | Росія             | 15 грудня 2024    | Чемпіонат світу          | Будапешт, Угорщина                   |                 |

ss – supersuited/non-textile world record[прояснити]
WB - world best time swam that will not be ratified by FINA.

### Жінки
2:01.63   Сполучені Штати   Чемпіонат світу Будапешт, Угорщина
| Дисципліна                      | Час      |    | Ім'я | Країна     | Дата             | Змагання                      | Місце                                 | Пос.            |
| ------------------------------- | -------- | -- | --- | ---------- | ---------------- | ----------------------------- | ------------------------------------- | --------------- |
| 50 м вільним стилем             | 22.83    |    | Гретхен Волш                                                                                             | США        | 15 грудня 2024   | Чемпіонат світу               | Будапешт, Угорщина                    |                 |
| 100 м вільним стилем            | 50.25    |    | Кейт Кемпбелл                                                                                            | Австралія  | 26 жовтня 2017   | Чемпіонат Австралії           | Аделаїда, Австралія                   | [ 112 ] [ 113 ] |
| 200 м вільним стилем            | 1:50.31  |    | Шівон Хогі                                                                                               | Гонконг    | 16 грудня 2021   | Чемпіонат світу               | Абу-Дабі, Об'єднані Арабські Емірати  | [ 114 ]         |
| 400 м вільним стилем            | 3:50,25  |    | Саммер Макінтош                                                                                          | Канада     | 10 грудня 2024   | Чемпіонат світу               | Будапешт, Угорщина                    |                 |
| 800 м вільним стилем            | 7:57.42  |    | Кейті Ледекі                                                                                             | США        | 5 листопада 2022 | Кубок світу                   | Індіанаполіс, Сполучені Штати Америки | [ 116 ] [ 117 ] |
| 1500 м вільним стилем           | 15:08.24 |    | Кейті Ледекі                                                                                             | США        | 29 жовтня 2022   | Кубок світу                   | Торонто, Канада                       | [ 118 ] [ 119 ] |
| 50 м на спині                   | 25.23    |    | Реган Сміт                                                                                               | США        | 13 грудня 2024   | Чемпіонат світу               | Будапешт, Угорщина                    |                 |
| 100 м на спині                  | 54.02    | е  | Реган Сміт                                                                                               | США        | 15 грудня 2024   | Чемпіонат світу               | Будапешт, Угорщина                    |                 |
| 200 м на спині                  | 1:58.04  |    | Реган Сміт                                                                                               | США        | 15 грудня 2024   | Чемпіонат світу               | Будапешт, Угорщина                    |                 |
| 50 м Брасом                     | 28.37    | пф | Рута Мейлутіте                                                                                           | Литва      | 17 грудня 2022   | Чемпіонат світу               | Мельбурн, Австралія                   | [ 123 ]         |
| 100 м Брасом                    | 1:02.36  | =  | Рута Мейлутіте                                                                                           | Литва      | 12 жовтня 2013   | Кубок світу                   | Москва, Росія                         | [ 124 ]         |
| 100 м Брасом                    | 1:02.36  | =  | Алія Аткінсон                                                                                            | Ямайка     | 6 грудня 2014    | Чемпіонат світу               | Доха, Катар                           | [ 125 ] [ 126 ] |
| 100 м Брасом                    | 1:02.36  | =  | Алія Аткінсон                                                                                            | Ямайка     | 26 серпня 2016   | Кубок світу                   | Шартр, Франція                        | [ 127 ]         |
| 200 м Брасом                    | 2:12.50  |    | Кейт Дуглас                                                                                              | США        | 13 грудня 2024   | Чемпіонат світу               | Будапешт, Угорщина                    |                 |
| 50 м батерфляєм                 | 23,94    | sf | Гретхен Волш                                                                                             | США        | 10 грудня 2024   | Чемпіонат світу               | Будапешт, Угорщина                    |                 |
| 100 м батерфляєм                | 52.71    |    | Гретхен Волш                                                                                             | США        | 14 грудня 2024   | Чемпіонат світу               | Будапешт, Угорщина                    |                 |
| 200 м батерфляєм                | 1:59.32  |    | Саммер Макінтош                                                                                          | Канада     | 12 грудня 2024   | Чемпіонат світу               | Будапешт, Угорщина                    |                 |
| 100 м комплексом                | 55,98    | tt | Гретхен Волш                                                                                             | США        | 18 жовтня 2024   | Virginia vs Florida Dual Meet | Шарлоттсвіль, Сполучені Штати Америки |                 |
| 200 м комплексом                | 2:01.63  |    | Кейт Дуглас                                                                                              | США        | 10 грудня 2024   | Чемпіонат світу               | Будапешт, Угорщина                    | [ 133 ] [ 134 ] |
| 400 м комплексом                | 4:15.48  |    | Саммер Макінтош                                                                                          | Канада     | 14 грудня 2024   | Чемпіонат світу               | Будапешт, Угорщина                    |                 |
| Естафета 4×50 м вільним стилем  | 1:32.50  | tt | - Раномі Кромовідьойо (23.05) - Маайке де-Ваард (23.16) - Кім Буш (23.47) - Фемке Гемскерк (22.82)       | Нідерланди | 12 грудня 2020   | Wouda Cup                     | Ейндговен, Нідерланди                 | [ 136 ]         |
| Естафета 4×100 м вільним стилем | 3:25.01  |    | - Кейт Дуглас (50,95) - Кетрін Беркофф (51,38) - Алекс Шекелл (52,01) - Гретхен Волш (50,67)             | США        | 10 грудня 2024   | Чемпіонат світу               | Будапешт, Угорщина                    |                 |
| Естафета 4×200 м вільним стилем | 7:30.13  |    | - Александра Волш (1:53.25) - Пейдж Мадден (1:53,18) - Кейті Ґраймс (1:53,39) - Клер Вайнстайн (1:50,31) | США        | 12 грудня 2024   | Чемпіонат світу               | Будапешт, Угорщина                    |                 |
| Естафета 4×50 м комплексом      | 1:42.35  |    | - Моллі О'Каллаган (25.49) - Челсі Годжес (29.11) - Емма Маккеон (24.43) - Медісон Вілсон (23.32)        | Австралія  | 17 грудня 2022   | Чемпіонат світу               | Мельбурн, Австралія                   | [ 139 ]         |
| Естафета 4×100 м комплексом     | 3:40.41  |    | - Реган Сміт (54,02) - Ліллі Кінг (1:03.02) - Гречен Волш (52,84) - Кейт Дуглас (50,53)                  | США        | 15 грудня 2024   | Чемпіонат світу               | Будапешт, Угорщина                    |                 |

ss – supersuited/non-textile world record[прояснити]

### Mixed relay
| Дисципліна                     | Час     |  | Ім'я                                                                                                | Країна  | Дата           | Змагання        | Місце               | Пос.            |
| ------------------------------ | ------- |  | --------------------------------------------------------------------------------------------------- | ------- | -------------- | --------------- | ------------------- | --------------- |
| Естафета 4×50 м вільним стилем | 1:27.33 |  | - Максім Груссе (20.92) - Флоран Маноду (20.26) - Беріль Гастальделло (23.00) - Мелані Енік (23.15) | Франція | 16 грудня 2022 | Чемпіонат світу | Мельбурн, Австралія | [ 141 ]         |
| Естафета 4×50 м комплексом     | 1:35.15 |  | - Раян Мерфі (22.37) - Нік Фінк (24.96) - Кейт Дуглас (24.09) - Торрі Гаск (23.73)                  | США     | 14 грудня 2022 | Чемпіонат світу | Мельбурн, Австралія | [ 142 ] [ 143 ] |
| Естафета 4×100 м комплексом    | 3:30.47 |  | - Мирон Ліфінцев (48,90) - Кирило Пригода (54,86) - Аріна Суркова (55,63) - Дар'я Клепікова (51.08) | RUS     | 14 грудня 2024 | Чемпіонат світу | Будапешт, Угорщина  |                 |

## Рейтинги рекордсменів

### За країною
| Країна          | Кількість рекордів | ДВ       | КВ       | Загалом  | ДВ    | КВ    | Загалом | ДВ      | КВ      | Загалом |
| Країна          | Кількість рекордів | Чоловіки | Чоловіки | Чоловіки | Жінки | Жінки | Жінки   | Змішані | Змішані | Змішані |
| --------------- | ------------------ | -------- | -------- | -------- | ----- | ----- | ------- | ------- | ------- | ------- |
| США             | 22                 | 6        | 7        | 13       | 4     | 4     | 8       |         | 1       | 1       |
| Австралія       | 17                 |          | 3        | 3        | 7     | 6     | 13      | 1       |         | 1       |
| Китай           | 6                  | 4        |          | 4        | 1     | 1     | 2       |         |         |         |
| Угорщина        | 5                  | 1        | 1        | 2        | 1     | 2     | 3       |         |         |         |
| Швеція          | 5                  |          |          |          | 4     | 1     | 5       |         |         |         |
| Франція         | 4                  | 1        | 2        | 3        |       |       |         |         | 1       | 1       |
| Німеччина       | 4                  | 2        | 2        | 4        |       |       |         |         |         |         |
| Росія           | 4                  | 1        | 2        | 3        | 1     |       | 1       |         |         |         |
| Канада          | 3                  |          |          |          | 1     | 2     | 3       |         |         |         |
| Велика Британія | 3                  | 2        |          | 2        |       |       |         | 1       |         | 1       |
| Італія          | 3                  | 1        | 2        | 3        |       |       |         |         |         |         |
| Литва           | 3                  |          |          |          | 1     | 2     | 3       |         |         |         |
| Бразилія        | 2                  | 1        | 1        | 2        |       |       |         |         |         |         |
| Японія          | 2                  |          | 2        | 2        |       |       |         |         |         |         |
| Нідерланди      | 2                  |          |          |          |       | 2     | 2       |         |         |         |
| Іспанія         | 2                  |          |          |          |       | 2     | 2       |         |         |         |
| Білорусь        | 1                  |          | 1        | 1        |       |       |         |         |         |         |
| Гонконг         | 1                  |          |          |          |       | 1     | 1       |         |         |         |
| Ірландія        | 1                  |          | 1        | 1        |       |       |         |         |         |         |
| Ямайка          | 1                  |          |          |          |       | 1     | 1       |         |         |         |
| Туреччина       | 1                  |          | 1        | 1        |       |       |         |         |         |         |
| Україна         | 1                  | 1        |          | 1        |       |       |         |         |         |         |
| Загалом         | 93                 | 20       | 25       | 45       | 20    | 24    | 44      | 2       | 2       | 4       |

| Кількість рекордів | Ім'я (останній рекорд) | Країна          | Дисципліни |
| ------------------ | ---------------------- | --------------- | --- |
| 6                  | Кайлеб Дрессел (2021)  | США             | 100 м батерфляєм ДВ 4×100 м комплексом ДВ 50 м вільним стилем КВ 100 м батерфляєм КВ 100 м комплексом КВ 4×50 м вільним стилем КВ |
| 3                  | Кайл Чалмерс (2023)    | Австралія       | змішана 4×100 м вільним стилем ДВ 100 м вільним стилем КВ 4×100 м комплексом КВ                                                   |
| 3                  | Раян Мерфі (2022)      | США             | 4×100 м комплексом ДВ 4×100 м комплексом КВ Змішана 4×50 м комплексом КВ                                                          |
| 3                  | Адам Піті (2021)       | Велика Британія | 50 м брасом ДВ 100 м брасом ДВ Змішана 4×100 м комплексом ДВ                                                                      |
| 3                  | Раян Лохте (2012)      | США             | 200 м комплексом ДВ 4×200 м вільним стилем ДВ 200 м комплексом КВ                                                                 |
| 3                  | Пауль Бідерманн (2009) | Німеччина       | 200 м вільним стилем ДВ 400 м вільним стилем ДВ 200 м вільним стилем КВ                                                           |

| Кількість рекордів | Ім'я (останній рекорд)  | Країна    | Дисципліни |
| ------------------ | ----------------------- | --------- | --- |
| 7                  | Моллі О'Каллаган (2023) | Австралія | 200 м вільним стилем ДВ 4×100 м вільним стилем ДВ 4×200 м вільним стилем ДВ Змішана 4×100 м вільним стилем ДВ 4×100 м вільним стилем КВ 4×200 м вільним стилем КВ 4×50 м комплексом КВ |
| 4                  | Сара Шестрем (2023)     | Швеція    | 50 м вільним стилем ДВ 100 м вільним стилем ДВ 50 м батерфляєм ДВ 100 м батерфляєм ДВ                                                                                                  |
| 4                  | Кейлі Маккіон (2023)    | Австралія | 50 м на спині ДВ 100 м на спині ДВ 200 м на спині ДВ 200 м на спині КВ |
| 4                  | Кейті Ледекі (2022)     | США       | 800 м вільним стилем ДВ 1500 м вільним стилем ДВ 800 м вільним стилем КВ 1500 м вільним стилем КВ                                                                                      |
| 3                  | Рута Мейлутіте (2023)   | Литва     | 50 м брасом ДВ 50 м брасом КВ 100 м брасом КВ |
| 3                  | Шейна Джек (2023)       | Австралія | 4×100 м вільним стилем ДВ 4×200 м вільним стилем ДВ Змішана 4×100 м вільним стилем ДВ                                                                                                  |
| 3                  | Емма Маккеон (2023)     | Австралія | 4×100 м вільним стилем ДВ 4×100 м вільним стилем КВ 4×50 м комплексом КВ |
| 3                  | Ліллі Кінг (2022)       | США       | 100 м брасом ДВ 4×100 м комплексом ДВ 4×100 м комплексом КВ |
| 3                  | Медісон Вілсон (2022)   | Австралія | 4×100 м вільним стилем КВ 4×200 м вільним стилем КВ 4×50 м комплексом КВ |
| 3                  | Катінка Хоссу (2017)    | Угорщина  | 200 м комплексом ДВ 100 м комплексом КВ 200 м комплексом КВ |